# Lord Asriel
Lord Asriel er en fiktiv karakter i Philip Pullmans trilogi om Det gyldne kompas. 
Asriel er medlem af et aristokratisk i et parallelt univers styret af kirken. Han er beskrevet som en "høj mand med stærke skuldre, et skarpt mørkt ansigt og øjne som flakker og glitre med vild latter". Han er i besiddelse af en enorm beslutsomhed og viljestyrke, han er hård i sin natur og udleder stor respekt for både den politiske og akademiske kreds, for at være en militærleder og en kollega fra "Jordan Kollegiet" i hans verdensudgave af universitet i Oxford. 

## Navngivning
Navnet Asriel kan være afledt fra den hebræiske engel Azrael, som i den jødiske og muslimske tradition, er Dødens Engel, der adskiller sjælen fra kroppen ved døden. Alternativt kan navnet Asriel, som er et anagram for Israel, kunne det henvise til den engelske oversættelse af navnet Israel, der gives til Jacob i den hebræiske bibel – nemlig: "Han der har kæmpet med Gud". Navnet Azrael, selvom dette er forkert, er blevet forbundet til Satan og djævle, der afspejler Asriels kamp mod Magisterium i bøgerne. 
Asriels daimon, Stelmaria, er en sneleopard. Hendes navn er muligvis en variant af Stella Maria, pseudo-latinske sætning, som tilnærmesvis betyder "stjerne til søs". Det kunne også stamme fra italiensk og ville i så fald betyde "Stjerne Maria", som kan have forbindelser til stjernen i Bethlehem og Kristi fødsel.

## Historie i bøgerne
Lord Asriel er et højt respekteret medlem af det britiske aristokrati. Han er en opdagelsesrejsende og har arbejdet med forsøg i teologiens navn, hvilket også har skaffet ham meget magt, jord og mange penge. Men så havde han en affære med en anden politikers hustru Marisa Coulter og det ændrede alt. Mrs. Coulter bliver nemlig gravid og får datteren Lyra. Mrs. Coulters mand, Edward Coulter, kommer efter Lyra og hendes plejemor, med klare hensigter om at skade og muligvis dræbe. Lord Asriel udforderer ham i en duel og dræber Mr. Coulter. Da kirken finder ud af alt dette, bliver han slæbt i retten og frataget alle sine penge og sin ejendom. Lyra bliver efterfølgende sendt til et kloster. Lord Asriel hadede kirken, så han tog en hest, red ud og hentede Lyra og fik hende i pleje på hans gamle skole "Jordan Kollegiet", da han er venner med rektoren.
Efter at have rejst til Nord, kommer Lord Asriel på besøg på "Jordan", hvor han næsten bliver forgiftet af sin gamle rektor, fordi rektoren har læst i sit alethiometer, at Lord Asriels handlinger kunne være farlige for kirken. Han bliver dog reddet af Lyra, der så at rektoren puttede gift i Lord Asriels vinglas. Han formår at få finaseret sin nye rejse til Nord. Han har fundet et stof de kalder "Støv". Han viser nogle specielle fotografier, der viser stoffet og en by, der svæver oppe i skyerne, samt Stanislaus Grummans afhuggede hoved. Han rejser til Svalbard, men bliver fængslet og holdt fanget af panserbjørne under ledelse af Iofur Raknison der bliver styret af det "Disciplinærkommissionen", som bliver ledt af hans tidligere elsker, Marisa Coulter. Han formår at få en gæstfri behandling og venter på et barn, som kan åbne et vindue i auroraen med hjælp fra hekse. Til sidst kommer der er et barn: Roger Parslow, Lyras bedste ven. 
Asriel finder dog et vindue og kommer ind i en anden verden ved navn Cittágazze og allierer sig med nogle rebelske engle under en guddom Xaphania. Han rejser til en tom verden og bygger en enorm uigennemtrængelige fæstning, mens han allierer sig med hære fra mange forskellige verdener med henblik på at starte et oprør mod Himmeriget (hvilket, symbolsk, gør ham til Lucifer/Satan). Ruta Skadi, en anden heksedronning, finder ham og Asriel fortæller hende om hans planer, blandt andet fordi han håber at kunne få støtte fra Ruta Skadis hekseklan.
Senere allierer han sig med Kong Ogunwe og Lord Roke og forsøger at finde, og redde, Lyra, den næste Eva, fra Mrs. Coulter. De fanger Mrs. Coulter, men Lyra og Will slipper væk med 2 af Lord Rokes agenter. Lord Asriel involverer Mrs. Coulter og prøver at påvirke Lyra og Will til at give ham "Skyggernes kniv", et instrument der bruges til at skære åbninger mellem de parallelle dimensioner og derved danne nyt "Støv". Lord Asriel lader Mrs. Coulter flygte i en flyvemaskine-lignende maskine, en intentionsaerostat og får Lord Roke til at følge efter hende, for at indhente oplysninger fra "Disciplinærkommissionen". De finder ud af at kirken har lavet en bombe, der skal dræbe Lyra og Lord Asriel når lige at finde Mrs. Coulter, inden Saint-Jean Les Eaux (stedet hvor bomben er placeret) sprænger og tager hans intentionskraftsmaskine med i eksplosionen. 
Lyra overlever alt dette og Lord Asriel sender sine hære ud for at finde Lyra og Wills daimoner, sådan at Autoriteten ikke kan kontrollere dem. Lord Asriel konstaterer at bombens eksplosion har lavet et hul under alle verdnerne og finder på en plan der skal stoppe Autoritetens regent, Metatron. Mens Lord Asriels hære kæmper mod Autoriteten og kirken, får Mrs. Coulter lokket Metatron til at forsøge at dræbe Lord Asriel og tage Lyras daimon, mens han står på kanten til Afgrunden. Lord Asriel og Mrs. Coulter ofrer sig og tager Metatron med sig i faldet ned i Afgrunden og derved blive evige spøgelser.

## Teater
Fra december 2003 til marts 2004, udførte Londons "Royal National Theatre" en opsætning af Det Gyldne Kompas. Rollen som Lord Asriel blev spillet af Timothy Dalton (Dalton har tidligere spillet James Bond, ligesom Daniel Craig, der spiller Lord Asriel i filmen Det Gyldne Kompas, har gjort).

## Film
Daniel Craig spiller Lord Asriel i filmen Det Gyldne Kompas. Det blev den 14. juli 2006 reporteret, at skuespilleren Paul Bettany var med til de afsluttende forhandlinger til den kommende film, med Nicole Kidman som Mrs. Coulter. Forfatteren til bøgerne Philip Pullman vill gerne have haft skuespilleren Jason Isaacs til at spille Lord Asriel, men han havde ikke noget med castingen at gøre.

## Eksterne link
Nicole and Paul's dark materials Daily Mail 14 July 2006 (Accessed 18 July 2006) .